# Mužský okruh ITF

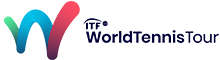
Logo okruhu ITF

Mužský okruh ITF (anglicky ITF Men's Circuit, oficiálně  Men’s ITF World Tennis Tour)  je celosvětový okruh profesionálních tenisových turnajů mužů organizovaný Mezinárodní tenisovou federací (ITF). Představuje třetí a nejnižší úroveň mužského profesionálního tenisu. 
Do roku 2019 byly všechny události ITF bodově začleněny do hodnocení žebříčku ATP. V dané sezóně došlo k reformě a přejmenování okruhu na ITF World Tennis Tour a vzniku samostatnému žebříčku ITF. Body do klasifikace ATP byly v roce 2019 připsány pouze semifinalistům, finalistům a vítězům z turnajů s dotací 25 tisíc dolarů.
Mladým úspěšným hráčům okruh ITF umožňuje postup do vyšších úrovní – okruhu ATP Challenger Tour a následně i ATP World Tour. Většina vrcholných tenistů začínala na turnajích okruhu ITF.

## Formát
Původně okruh ITF tvořily tzv. satelity – několik navazujících turnajů organizovaných národními tenisovými svazy, které standardně trvaly čtyři týdny. Na konci 90. let dvacátého století Mezinárodní tenisová federace (ITF) zavedla tzv. turnaje Futures (ITF Futures tennis tournaments), jež nabízely větší časovou flexibilitu v organizaci, stejně jako lepší možnost výběru pro hráče. Postupně se poměr událostí Futures vůči satelitům zvyšoval až na konci sezóny 2006 byly satelity úplně zrušeny. Poslední satelit byl odehrán v německém Kamenu v závěru 2006. Turnaje Futures pak skončily v roce 2018 s rebrandingem okruhu. V roce 2019 byly kategorie pojmenovány M15 a M25 (M – men, muži) podle částky turnajové dotace 15 a 25 tisíc dolarů.
V sezóně 2019 došlo ke změnám a okruh byl přejmenován na ITF World Tennis Tour, jakožto zastřešující projekt pro profesionální okruh ITF dospělých a juniorský okruh, s cílem umožnit juniorům snazší přechod do mužského tenisu. Od března 2017 měl plán nové podoby okruhu přechodný název ITF Transition Tour. Jednou z příčin oddělit bodově provázané okruhy ATP a ITF byl nárůst profesionálů a korupce při obchodování se zápasy. Zreformovaný okruh ITF přinesl pro tenisty nižší finanční náklady, vyšší efektivitu rozdělování prize money, nárůst počtu turnajů a zvýšení lokálního charakteru pořadatelství. Do roku 2019 turnaje Futures hráčům umožňovaly získávat body do žebříčku ATP ze všech kol a tím postupovat do dvou vyšších okruhů. V lednu 2019 došlo k zavedení odděleného žebříčku ITF a bodové hodnocení do klasifikace ATP nadále náleželo jen semifinalistům, finalistům a vítězům turnajů s dotací 25 tisíc dolarů.
Turnaje trvají jeden týden, hrají se v mužské dvouhře a čtyřhře. Sezóna 2011 obsahovala 534 těchto událostí a sezóna 2016 již 646. Rozpočet každého turnaje do sezóny 2016 činil 10 000 nebo 15 000 dolarů a vítězové do žebříčku získali od 17 do 33 bodů. Od sezóny 2017 se dotace jedné události zvýšila na 15 či 25 tisíc dolarů.
Turnaje obvykle také obsahují kvalifikaci, která hráčům bez bodového hodnocení umožňuje postoupit do hlavní soutěže turnaje a tím také do profesionálního tenisu.

### Body do žebříčků ITF a ATP v sezóně 2025
| Mužský okruh ITF 2025                                                  | Mužský okruh ITF 2025 | Mužský okruh ITF 2025 | Mužský okruh ITF 2025 | Mužský okruh ITF 2025 | Mužský okruh ITF 2025 | Mužský okruh ITF 2025 | Mužský okruh ITF 2025 | Mužský okruh ITF 2025 | Mužský okruh ITF 2025 |
| ↓kategorie / fáze→                                                     | vítězové              | finalisté             | semifinalisté         | čtvrtfinalisté        | 16 v kole             | 32 v kole             | VQ                    | Q2                    | Q1                    |
| ---------------------------------------------------------------------- | --------------------- | --------------------- | --------------------- | --------------------- | --------------------- | --------------------- | --------------------- | --------------------- | --------------------- |
| ↓ Body do žebříčku ATP ↓                                               |                       |                       |                       |                       |                       |                       |                       |                       |                       |
| M25+H (D) / M25 (D)                                                    | 25                    | 16                    | 8                     | 3                     | 1                     | —                     | —                     | —                     | —                     |
| M25+H (Č) / M25 (Č)                                                    | 25                    | 16                    | 8                     | 3                     | —                     | —                     | —                     | —                     | —                     |
| M15+H (D) / M15 (D)                                                    | 15                    | 8                     | 4                     | 2                     | 1                     | —                     | —                     | —                     | —                     |
| M15+H (Č) / M15 (Č)                                                    | 15                    | 8                     | 4                     | 2                     | —                     | —                     | —                     | —                     | —                     |
| ↓ Body do žebříčku ITF World Tennis ↓                                  |                       |                       |                       |                       |                       |                       |                       |                       |                       |
| M25+H (D)                                                              | —                     | —                     | —                     | —                     | —                     | —                     | 4                     | 1                     | —                     |
| M25 (D)                                                                | —                     | —                     | —                     | —                     | —                     | —                     | 3                     | 1                     | —                     |
| M15+H (D)                                                              | —                     | —                     | —                     | —                     | —                     | —                     | 3                     | 1                     | —                     |
| M15 (D)                                                                | —                     | —                     | —                     | —                     | —                     | —                     | 2                     | 1                     | —                     |
| D – dvouhra, Č – čtyřhra; H – turnaj hráčům zajišťuje tzv. Hospitality |                       |                       |                       |                       |                       |                       |                       |                       |                       |

### Finanční odměny v sezóně 2025
| Mužský okruh ITF 2025                                        | Mužský okruh ITF 2025 | Mužský okruh ITF 2025 | Mužský okruh ITF 2025 | Mužský okruh ITF 2025 | Mužský okruh ITF 2025 | Mužský okruh ITF 2025 |
| ↓kategorie / fáze→                                           | vítězové              | finalisté             | semifinalisté         | čtvrtfinalisté        | 16 v kole             | 32 v kole             |
| ------------------------------------------------------------ | --------------------- | --------------------- | --------------------- | --------------------- | --------------------- | --------------------- |
| ITF 25 000 $+H (D) / ITF 25 000 (D)                          | 4 612 $               | 2 701 $               | 1 550 $               | 905 $                 | 495 $                 | 319 $                 |
| ITF 25 000 $+H (Č) / ITF 25 000 (Č)                          | 1 782 $               | 1 023 $               | 627 $                 | 323 $                 | 194 $                 | –                     |
| ITF 15 000 $+H (D) / ITF 15 000 (D)                          | 2 160 $               | 1 272 $               | 753 $                 | 438 $                 | 258 $                 | 156 $                 |
| ITF 15 000 $+H (Č) / ITF 15 000 (Č)                          | 930 $                 | 540 $                 | 324 $                 | 192 $                 | 108 $                 | –                     |
| D – dvouhra, Č – čtyřhra; částky ve čtyřhrách uváděny na pár |                       |                       |                       |                       |                       |                       |

## Hospitality
Turnaj ´nabízející tzv. Hospitality musí splňovat konkrétní minimální nároky vycházející z požadavků Mezinárodní tenisové federace. Každý hráč hlavní soutěže dvouhry nebo čtyřhry musí mít zajištěno lůžko a snídani dva dny před zahájením soutěže a to až do dne, který následuje po jeho vyřazení (dle požadavků ITF 2013).